# Giro dell'Emilia 2021
Il Giro dell'Emilia 2021, centoquattresima edizione della corsa, valevole come trentottesima prova dell'UCI ProSeries 2021 categoria 1.Pro e come quindicesima prova della Ciclismo Cup 2021, si svolse il 2 ottobre 2021 su un percorso di 195,3 km, con partenza da Casalecchio di Reno e arrivo a San Luca, in Italia. La vittoria fu appannaggio dello sloveno Primož Roglič, il quale completò il percorso in 4h54'26", alla media di 39,798 km/h, precedendo il portoghese João Almeida e il canadese Michael Woods.
Sul traguardo del San Luca 55 ciclisti, su 162 partiti da Casalecchio di Reno, portarono a termine la competizione.

## Squadre e corridori partecipanti
| N.      | Cod. | Squadra                |
| ------- | ---- | ---------------------- |
| 1-7     | AST  | Astana-Premier Tech    |
| 11-17   | ACT  | AG2R Citroën Team      |
| 21-27   | BOH  | Bora-Hansgrohe         |
| 31-37   | DQT  | Deceuninck-Quick Step  |
| 41-47   | EFN  | EF Education-Nippo     |
| 51-57   | GFC  | Groupama-FDJ           |
| 61-67   | IGD  | Ineos Grenadiers       |
| 71-77   | ISN  | Israel Start-Up Nation |
| 81-87   | TJV  | Jumbo-Visma            |
| 91-97   | LTS  | Lotto Soudal           |
| 101-107 | BEX  | Team BikeExchange      |
| 111-117 | TQA  | Team Qhubeka NextHash  |
| 121-127 | TFS  | Trek-Segafredo         |

| N.      | Cod. | Squadra                            |
| ------- | ---- | ---------------------------------- |
| 131-137 | UAD  | UAE Team Emirates                  |
| 141-147 | ANS  | Androni Giocattoli-Sidermec        |
| 151-157 | BCF  | Bardiani-CSF-Faizanè               |
| 161-167 | EOK  | Eolo-Kometa Cycling Team           |
| 171-177 | GAZ  | Gazprom-RusVelo                    |
| 181-187 | ARK  | Team Arkéa-Samsic                  |
| 191-197 | TEN  | TotalEnergies                      |
| 201-207 | THR  | Vini Zabù                          |
| 211-217 | BTC  | Beltrami TSA Tre Colli             |
| 221-227 | GEF  | General Store Essegibi F.lli Curia |
| 231-237 | MGK  | MG.K Vis VPM                       |
| 241-247 | IWM  | Work Service Marchiol Vega         |

## Ordine d'arrivo (Top 10)
| Pos. | Corridore       | Squadra    | Tempo    |
| ---- | --------------- | ---------- | -------- |
| 1    | Primož Roglič   | Jumbo      | 4h54'26" |
| 2    | João Almeida    | Deceuninck | a 3"     |
| 3    | Michael Woods   | Israel     | a 5"     |
| 4    | Adam Yates      | Ineos      | a 10"    |
| 5    | Remco Evenepoel | Deceuninck | a 28"    |
| 6    | Daniel Martin   | Israel     | a 1'23"  |
| 7    | Bauke Mollema   | Trek       | a 1'45"  |
| 8    | Diego Ulissi    | UAE        | a 1'46"  |
| 9    | Ben Hermans     | Israel     | a 1'50"  |
| 10   | Nairo Quintana  | Arkéa      | a 1'59"  |